# XXVI dinastia egizia
La XXVI dinastia si inquadra nel periodo della storia dell'Antico Egitto detto "Periodo tardo" e copre un arco di tempo dal 672 al 525 a.C. (± 30 anni).
Prende il nome di dinastia saitica da Sais, la città che fungeva da capitale in quel periodo.

## Cronologia

### "Proto-saiti"
Quelli elencati sono i diretti precursori della XXVI dinastia, che governarono la città di Sais dopo la caduta di Bocchoris e della XXIV dinastia:
| prenomen | nomen       | Sesto Africano | Eusebio di Cesarea | Altri nomi  | periodo di regno    |
| ?        | ?           | (non citato)   | Ammeris            |             | 715 a.C. - 695 a.C. |
| ?        | Tefnakht(?) | Stephinates    | Stephinathis       | Tefnakht II | 695 a.C. - 688 a.C. |
| ?        | ?           | Nechepsos      | Nechepsos          | Nekaub      | 688 a.C. - 672 a.C. |

### Faraoni della XXVI dinastia
La XXVI dinastia vera e propria viene solitamente fatta iniziare con Necho I (che fu il primo principe di Sais ad assumere con certezza titoli faraonici) oppure col figlio Psammetico I (riunificatore dell'Egitto dopo il terzo periodo intermedio; in questo caso Necho I viene posto tra i "proto-saiti"):
| prenomen    | nomen           | Sesto Africano | Eusebio di Cesarea | Altri nomi       | periodo di regno    |
| Menkheperra | Nekau           | Nechao         | Nechao             | Necao I/Neko I   | 672 a.C.- 664 a.C.  |
| Wahibra     | Psametek        | Psammetichos   | Psammetichos       | Psammetico I     | 664 a.C. - 610 a.C. |
| Wahemibra   | Nekau           | Nechao II      | Nechao II          | Necao II/Neko II | 610 a.C. - 594 a.C. |
| Neferibra   | Psametek        | Psammuthis     | Psammuthis         | Psammetico II    | 594 a.C. - 589 a.C. |
| Khaaibra    | Wahibra         | Uaphris        | Uaphris            | Apries           | 589 a.C. - 570 a.C. |
| Henemibra   | Iahmesi-Saneith | Amosis         | Amosis             | Amasis           | 570 a.C. - 526 a.C. |
| Ankhkara    | Psametek        | Psammecherires | (non citato)       | Psammetico III   | 525 a.C.            |